# Jacobus Sinapius
Jakub Horcičký de Tepenec, en latin Jacobus Sinapius, (1575, Krumau - 25 septembre 1622, Prague) est un médecin et pharmacien bohémien, médecin personnel de l'empereur Rodolphe II. On pense qu'il est l'un des premiers propriétaires du Manuscrit de Voynich.

## Biographie
Né pauvre, il est éduqué au séminaire de la Compagnie de Jésus de Český Krumlov.
Il est herboriste et pharmacien au Clementinum de Prague et crée un remède, l’Aqua sinapis qui lui apporte fortune et renommée. Selon certains auteurs, ce remède était une sorte d'eau de Cologne qui à l'origine était aussi une potion médicinale.
En 1600, il est nommé recteur du collège jésuite de Neuhaus. Sa renommée atteint la cour qu'il rejoint en 1607 et il devient un courtisan, favori de l'empereur Rodolphe II qu'il a guéri d'une maladie grave. Il est anobli en 1608 et reçoit le titre « de Tepenec ».
L'empereur Matthias lui accorde le fief de Mělník, au nord de Prague, tout d'abord comme bailli (en 1612) puis propriétaire en 1616. Mais, en 1618, la défenestration de Prague met le feu aux poudres en Bohême : la bourgeoisie utraquiste (une forme extrême du protestantisme tchèque créée par Jan Hus, fortement anti-Habsbourg) de Mělník le destitue et le jette en prison puis l'envoie en exil. Il revient après la défaite des troupes protestantes tchèques à la bataille de la Montagne Blanche (1620) et meurt peu après à Mělník.